# Clube Náutico Almirante Barroso
El Clube Náutico Almirante Barroso es un club brasileño social e infantil de la ciudad de Itajaí, en el litoral del Estado de Santa Catarina . Tiene licencia de la Federación de Fútbol de Santa Catarina desde 1971, sin embargo, a través de una sociedad, de 2016 a 2019 cedió su nombre, marca y estadio a Navegantes Esporte Clube Ltda, la asociación que actualmente compite en el Campeonato del Estado de Santa Catarina. de Série A. Posee el Estádio Camilo Mussi, ubicado en Rua Almirante Barroso, en el Centro de Itajaí. Barroso fue fundado luego de desacuerdos entre los miembros de su compatriota, el Clube Náutico Marcílio Dias.

## Historia
La fundación del Club Náutico Almirante Barroso, se originó a partir de un descontento de unos 40 miembros de la junta directiva del Clube Náutico Marcílio Dias, que no estaban de acuerdo con la elección de la madrina de los dos primeros barcos adquiridos por Marcílio Dias. Este grupo de descontentos se reunió en uno de los salones del entonces Grande Hotel, y acabó fundando Barroso. Esta reunión tuvo lugar a las 6 pm el 11 de mayo de 1919. El mismo día, se aprobó su primera junta oficial con:
- Presidente de Honor: Comandante Carlos N. Abreu
- Presidente: Eugênio Muller Filho.
- Vicepresidente: José Alves Pereira
- Tesorero: Bruno Malburg
- Secretario: Augusto Woigt.
- Ponente: Marcos Konder
- Consejo Fiscal: Tiburcio Gonçalves, Euclides Dutra y Albano Ferreira Costa.

El Primer Cuartel General
El 29 de junio de 1919, se colocó la primera piedra para la construcción de la sede, ubicada en la calle Pedro Ferreira, el bautismo de la piedra fue realizado por el Padre Antônio Matias. La sede fue construida en 1920.
Estadio
En 1956, bajo la administración del presidente Camilo Mussi, se inauguró el Estadio en los terrenos adquiridos durante la gestión del Dr. Camilo (Hoy llamado Estadio Camilo Mussi, conocido popularmente como Campo de ET). Donde se construyó la nueva sede.
Remo
Desde la fundación del club hasta 1940, la principal actividad de la entidad fue el remo, el cual tuvo una brillante trayectoria, obteniendo importantes logros, entre ellos los campeonatos estatales de 1920, 1921, 1927 y 1928.

## Fútbol
El fútbol entró en la historia del club alrededor de 1949, cuando se fusionó con el equipo Lauro Müller (que había sido campeón estatal en 1931). Barroso se proclamó campeón municipal en 1959 y vicecampeón estatal en 1963, habiendo cesado su actividad en el fútbol profesional en 1971.
Volver al césped
El 3 de marzo de 2016, los directivos de Almirante Barroso junto con Sport Club Litoral (Navegantes Esporte Clube Ltda) confirmaron una sociedad, donde Litoral asumiría la parte administrativa del club y se utilizar el nombre de Clube Náutico Almirante Barroso, para jugar en el Campeonato Catarinense Série B de 2016, ya que pretende atraer más aficionados, que no sería capaz de si jugaba como Litoral. Adoptando el nombre de Barroso, Litoral/Navegantes ganó el Campeonato Catarinense Série B en 2016.

## Gestión compartida
Club:
El Club Social, fundado en 1919, está íntegramente gestionado por sus socios que, cada 3 años, forman listas que se ponen a disposición de los socios no morosos para votar. La lista electa está compuesta por la Junta Ejecutiva, el Consejo Deliberante y el Consejo Fiscal. El actual presidente, elegido en febrero de 2017, es el Sr. Helio Orsi y está en su segundo mandato elegido por la mayoría de votos de los socios. Entre las actividades del Club se encuentran la administración de la estructura como los salones de baile, administración y mantenimiento de la cancha para los socios, administración de la piscina, gimnasio, así como de todo el patrimonio de Barroso, organización de campeonatos internos y otros actividades dirigidas a los socios y la comunidad.
Fútbol:
Desde 2016, Barroso ha regresado al fútbol profesional a través de una sociedad con Sport Club Litoral (Navegantes Esporte Clube Ltda). Desde entonces, el equipo profesional de Barroso es dirigido por Navegantes Esporte Clube Ltda en forma de club de empresa. La alianza ofrece al equipo profesional compartir espacio físico con los socios a través de mejoras que benefician a ambas partes, representando a este club que está próximo a cumplir su centenario y ya forma parte de la historia de los itajaienses.

## Palmarés
- Campeonato Catarinense (1):1931 (Lauro Müller )
- Campeonato Catarinense Série B (2):2016 , 2019